# Nautilus (Q152)
Pour les articles homonymes, voir Nautilus.
Le Nautilus était un sous-marin mouilleur de mines de la classe Saphir, qui a servi dans la Marine nationale pendant la Seconde Guerre mondiale.

## Conception
Les sous-marins de la classe Saphir avaient un déplacement en surface de 773 tonnes et un déplacement immergé de 940 tonnes. Ils mesuraient 65,9 m de long, 7,1 m de large et 4,3 m de tirant d'eau. La propulsion en surface était assurée par deux moteurs diesel Normand-Vickers d'une puissance totale de 1 300 cv (969 kW) et en plongée par deux moteurs électriques d'une puissance totale de 1 100 cv (810 kW) par l'intermédiaire de deux arbres, permettant une vitesse maximale de 12 nœuds (22 km/h) en surface et de 9 nœuds (17 km/h) en plongée. Leurs soutes de 97 tonnes de gazole leur donnaient une distance franchissable en surface de 7 000 nautiques (13 000 km) à 7,5 nœuds (13,9 km/h), et de 4 000 nautiques (7 400 km) à 12 nœuds (22 km/h) et leurs batteries une autonomie en immersion de 80 nautiques (150 km) à 4 nœuds (7,4 km/h). Leurs équipages avaient un effectif de 42 hommes,. Les sous-marins de la classe Saphir pouvaient plonger jusqu'à 80 (250 ft).
Ces sous-marins étaient armés de 3 tubes lance-torpilles de 550 mm et de 2 tubes lance-torpilles de 400 mm. Pour les attaques et défenses en surface, ils étaient équipés d'un canon de 75 mm, d'une mitrailleuse de  13,2 mm/76 Aa et de 2 mitrailleuses Hotchkiss Mle 1914 de 8 mm.
Ces sous-marins étaient conçus pour mouiller des mines sans faire surface. Les 32 mines à orin Sautter-Harlé HS 4, portant une charge de 220 kg de tolite et utilisables par 200 m de fond dont ils étaient équipés, étaient fixées à l’extérieur de la coque sous un revêtement hydrodynamique : chacun des huit puits situés de chaque bord du sous-marin contenait deux mines, disposées l’une au-dessus de l’autre.

Arrivé au lieu choisi, le sous-marin larguait ses mines avec un système à air comprimé Normand-Fenaux (du nom de son inventeur Fernand Fenaux, ingénieur chez Normand) ; du fait de l’allégement ainsi causé, il fallait rééquilibrer rapidement la pesée, de façon à ne pas faire surface en pleine zone ennemie.

## Historique
Le Nautilus est mis sur cale le 8 août 1927 à l'arsenal de Toulon. Il est lancé le 20 mars 1930 et mis en service le 15 juillet 1931.
Au déclenchement de la Seconde Guerre mondiale, le Nautilus est en service en mer Méditerranée dans le cadre du 20e division du 6e escadron de la 4e flottille de sous-marins à Bizerte en Tunisie avec ses navires-jumeaux (sister ships) Rubis, Saphir et Turquoise). Le 7 février 1940, les Nautilus, Rubis et Saphir escortent l'aviso Commandant Rivière au départ d'Oran et, après avoir traversé le détroit de Gibraltar, rejoignent les convois 9-R et 63-KS, puis atteignent Brest pour une remise à niveau. Une fois la rénovation terminée, le Nautilus et le Saphir escortés par l'aviso Yser quittent Brest vers la mer Méditerranée, atteignant Gibraltar le 28 avril et Bizerte le 1er mai.
En juin 1940, le Nautilus fait toujours partie du 20e division de sous-marins à Bizerte. Après que l'Italie a déclaré la guerre, l'unité se rend sur la côte italienne pour construire des champs de mines. Le 14 juin, le Nautilus mouille ses mines près de Tripoli en Libye. Le 22 juin, le jour du cessez-le-feu entre la France et l'Allemagne (Armistice du 22 juin 1940), le sous-marin est à Safakis. À la suite de ces décisions, le Nautilus passe sous le contrôle du gouvernement de Vichy et est désarmé à Bizerte. Au tournant des années 1941 et 1942, le sous-marin est retiré du service actif.
Après le débarquement allié en Afrique du Nord (Opération Torch), le 8 décembre 1942, le Nautilus est repris par les Allemands à Bizerte et remis à l'Italie. Le navire n'est pas rénové et n'entre jamais en service dans la marine italienne (Regia Marina). 
Le 31 janvier 1943, le Nautilus est coulé pendant un raid de bombardiers Boeing B-17 Flying Fortress de la 12e force aérienne (Twelfth Air Force) de l'USAAF sur Bizerte. Le navire est plus tard renfloué et finalement féraillé  le 12 août 1947.